# 1691

## أحداث
- 27 يوليو: تأسيس مدينة بياويستوك على يد غيديمين وتقع حاليا في بولندا.
- نهاية الحرب الوليمية في إيرلندا في 3 أكتوبر 1691 والتي بدأت في 12 مارس 1689.

## مواليد
- 27 فبراير - إدوارد كيف، محرر وناشر إنجليزي (مات 1754)
- فيليب ميلر

## وفيات
- أبو علي اليوسي.
- إدوارد بوكوك
- روبرت بويل